# Йонкерсварт
Йонкерсварт (нід. Jonkersvaart, нід. вимова: [ˈjɔŋ.kərsˌvaːrt]) — село в нідерландській провінції Гронінген. Входить до муніципалітету Вестерквартір.
Його площа становить 8,41км², а населення станом на 2021 рік складало 225 осіб.

## Галерея

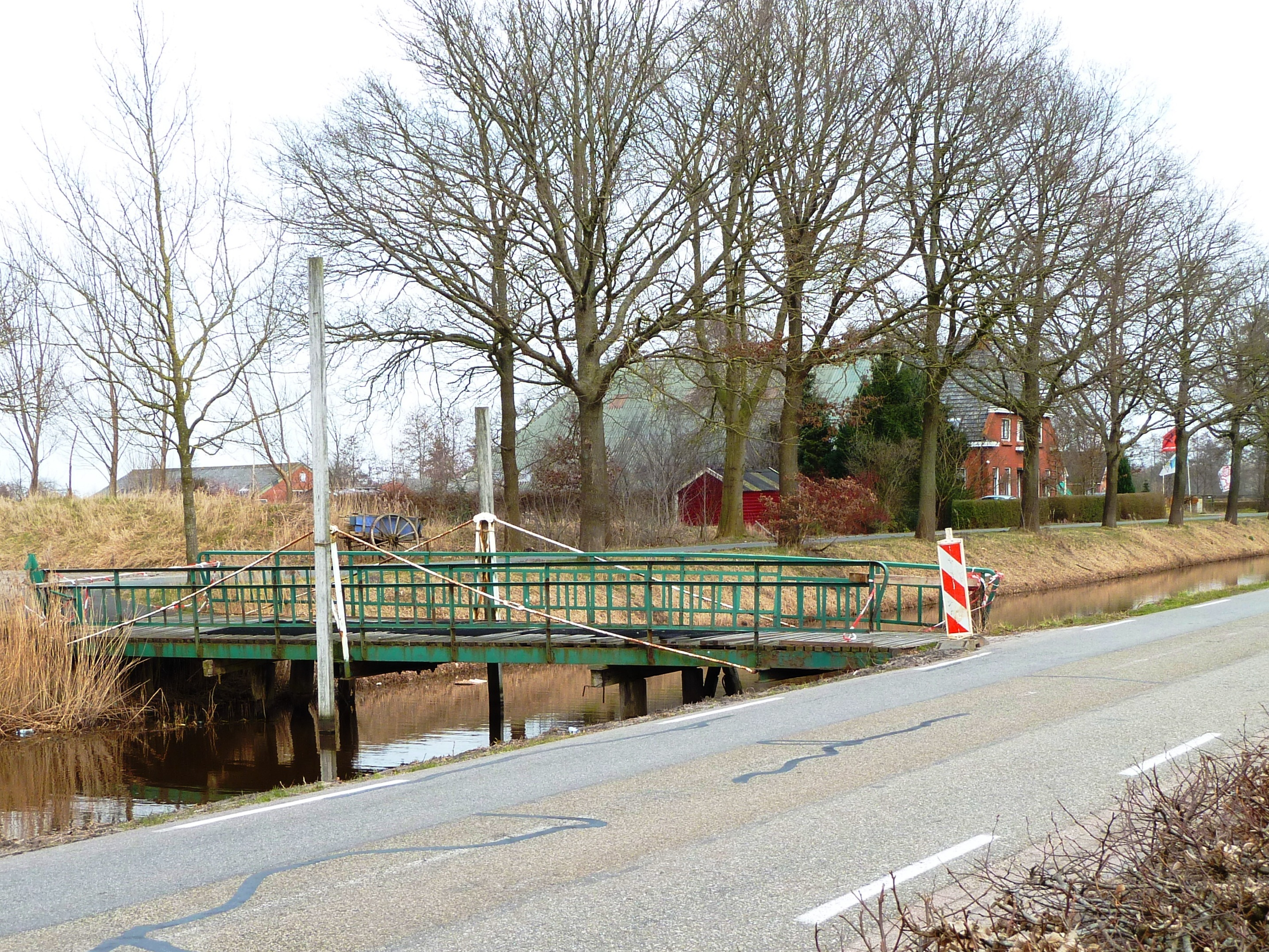
Старий міст у селі
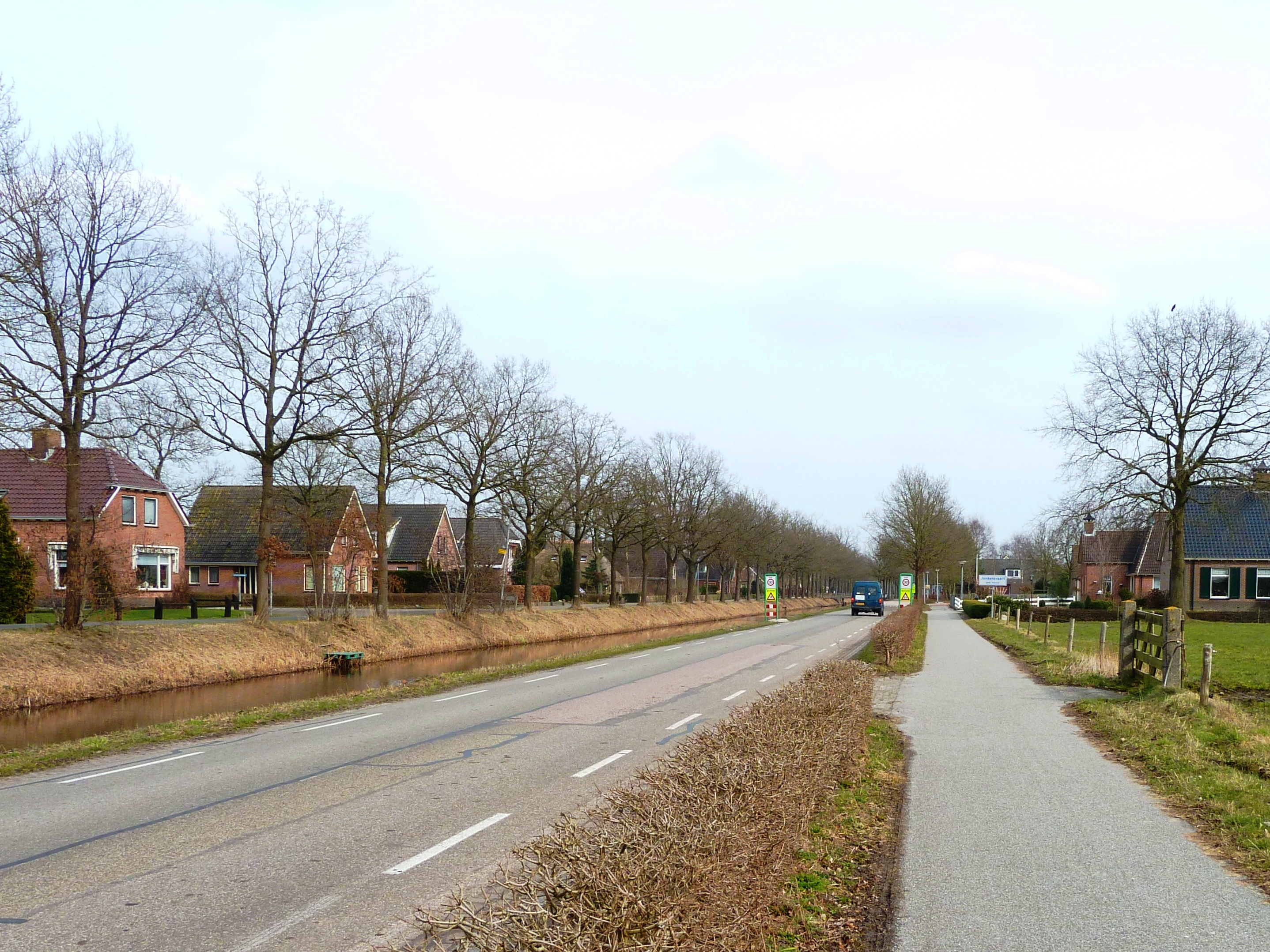
В'їзд до села
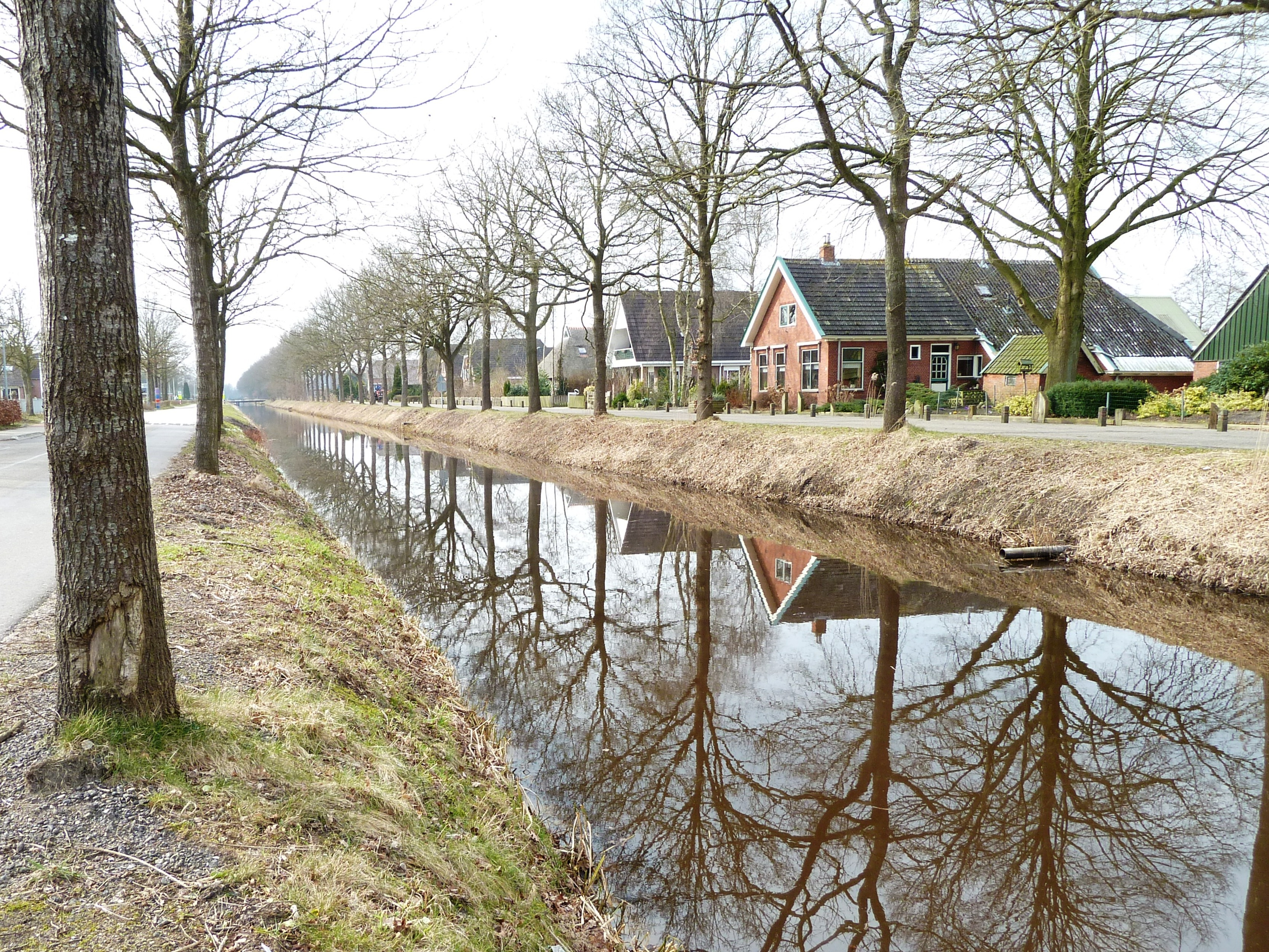
Забудова понад водою